# Zathauma cristatum
Zathauma cristatum är en insektsart som beskrevs av Ronald Gordon Fennah 1949. Zathauma cristatum ingår i släktet Zathauma och familjen vedstritar. Inga underarter finns listade i Catalogue of Life.